# Richard Attwood

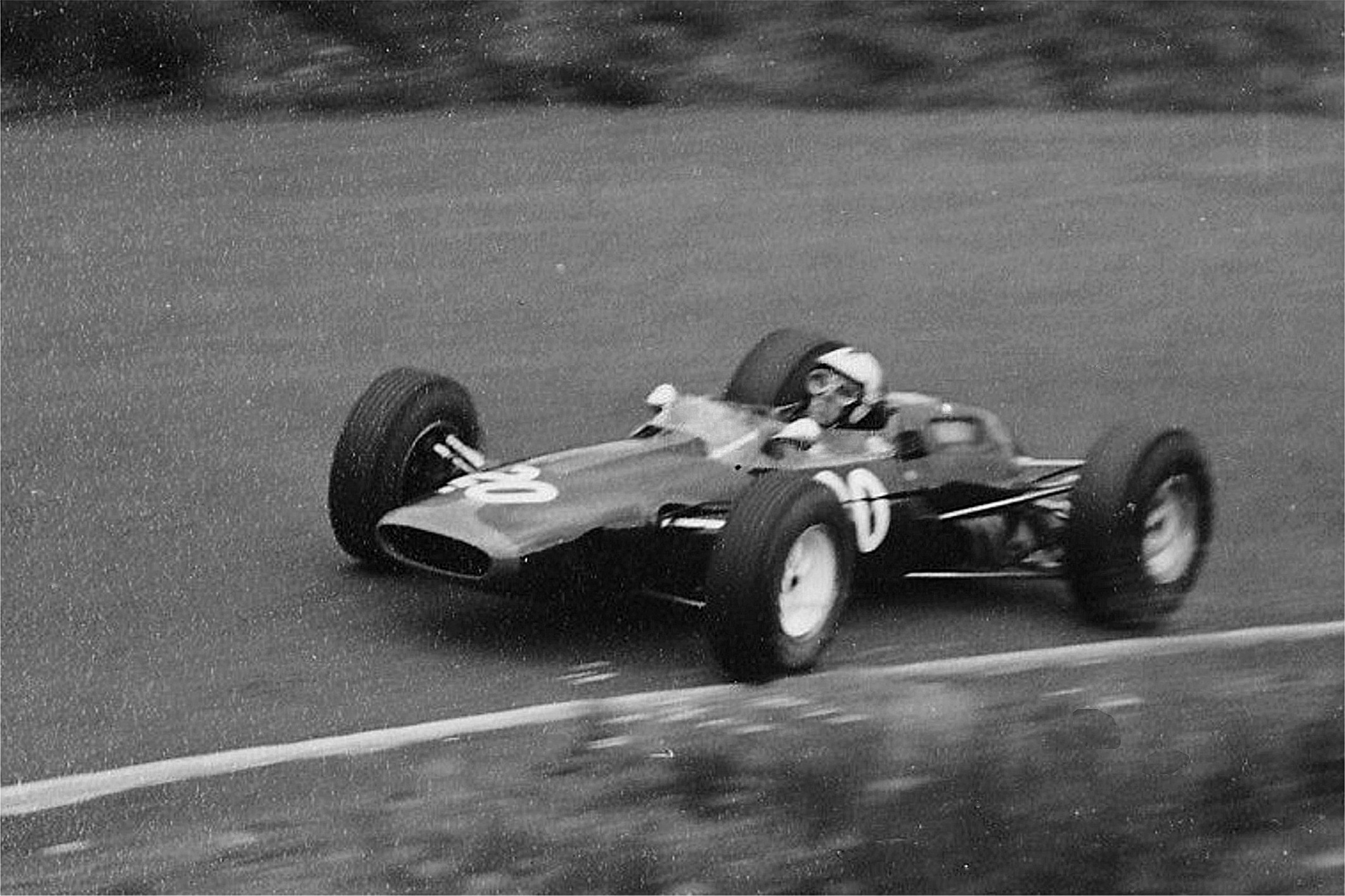
Richard Attwood en el Gran Premio de Alemania de 1965.

Richard James David Attwood (Wolverhampton, 4 de abril de 1940), también conocido como Dick Attwood, es un piloto de automovilismo británico. En Fórmula 1 disputó 17 Grandes Premios y obtuvo un podio. Ganó las 24 Horas de Le Mans de 1970 junto a Hans Herrmann.

## Resultados

### Fórmula 1
(Clave) (negrita indica pole position) (cursiva indica vuelta rápida)

| Año         | Escudería                | 1       | 2       | 3      | 4       | 5       | 6       | 7       | 8      | 9      | 10    | 11  | 12  | Pos. | Puntos |
| ----------- | ------------------------ | ------- | ------- | ------ | ------- | ------- | ------- | ------- | ------ | ------ | ----- | --- | --- | ---- | ------ |
| 1964        | Owen Racing Organisation | MON     | NED     | BEL    | FRA     | GBR DNS | GER DNP | AUT     | ITA    | USA    | MEX   |     |     | NC   | 0      |
| 1965        | Reg Parnell Racing       | RSA DNP | MON Ret | BEL 14 | FRA     | GBR 13  | NED 12  | GER Ret | ITA 6  | USA 10 | MEX 6 |     |     | 16.º | 2      |
| 1966        | Reg Parnell Racing       | MON DNP | BEL     | FRA    | GBR     | NED     | GER     | ITA     | USA    | MEX    |       |     |     | NC   | 0      |
| 1967        | Cooper Car Company       | RSA     | MON     | NED    | BEL     | FRA     | GBR     | GER     | CAN 10 | ITA    | USA   | MEX |     | NC   | 0      |
| 1968        | Owen Racing Organisation | RSA     | ESP     | MON 2  | BEL Ret | NED 7   | FRA 7   | GBR Ret | GER 14 | ITA    | CAN   | USA | MEX | 13.º | 6      |
| 1969        | Gold Leaf Team Lotus     | RSA     | ESP     | MON 4  | NED     | FRA     | GBR     | ITA     | CAN    | USA    | MEX   |     |     | 13.º | 3      |
| Referencia: |                          |         |         |        |         |         |         |         |        |        |       |     |     |      |        |